# سيسيليا باريديس
سيسيليا باريديس (بالإسبانية: Cecilia Paredes)‏ هي فنانة تشكيلية بيروفية، ولدت في 1950 في ليما في بيرو.